# 髙橋淸治
髙橋 淸治（たかはし せいじ、1949年1月 - ）は、日本の歴史学者。専門はロシア史。
東京外国語大学名誉教授。

## 略歴
- 1972年3月 東京大学教養学部卒業
- 1974年3月 東京大学大学院社会学研究科修士課程修了
- 1979年3月 東京大学大学院社会学研究科博士課程単位取得退学
- 1979年4月 東京大学教養学部 助手
- 1988年4月 愛知県立大学外国語学部 助教授
- 1993年4月 東京外国語大学外国語学部 助教授
- 1998年4月 東京外国語大学外国語学部 教授
- 2009年4月 東京外国語大学総合国際学研究院（国際社会部門・地域研究系）教授（大学院重点化による所属変更）
- 2013年　　東京外国語大学定年退職[1]、同名誉教授

## 研究業績
- 「メスヘチ地方からの民族強制移住 ―「スターリン特別ファイル」、内務人民委員部のアルヒーフ史料を読む」『スラヴ文化研究』第7号、pp.76-92、2008年
- 「党アルヒーフに『グルジヤ問題』を読む」『スラヴ文化研究』第2号、pp.79-97、2003年
- 『民族の問題とペレストロイカ』平凡社、1990年
- 「歴史における民族」（共著、和田春樹編）『ロシア史の新しい世界』山川出版社、pp.134-166、1986年